# Tomáš Slovan
Tomáš Slovan (Thomas Sklavinos) byl byzantský vojevůdce a v letech 821 až 823 vzdorocísař.
Pocházel z rodiny Slovanů usídlených v Malé Asii (odtud také jeho přízvisko). Společně s pozdějšími císaři a svými někdejšími spolubojovníky, Leonem V. a Michaelem II., podporoval v roce 803 vzdorocísaře Bardana Turka. Po porážce Turkova povstání odešel Tomáš do arabského exilu. V roce 813 se vrátil a po Leonově smrti se rozhodl sám stát císařem. V roce 821 byl patriarchou v Antiochii, která byla tehdy pod kontrolou Arabů, korunován císařem. Chalífa Al-Ma’mún se snažil využít nestability v Byzanci, a proto finančně zajišťoval Tomášovo povstání. Západní provincie podpořily Tomáše kvůli jeho ikonodulskému postoji. Maloasijské provincie si získal zase tím, že se vydával za Konstantina VI. Avšak příčiny popularity tohoto uzurpátora byly mnohem hlubší. Lid trpěl vysokými daněmi a nenáviděl Michaela II. pro jeho krutost a proradnost (nechal zavraždit svého někdejšího přítele Leona V.).
Na počátku roku 821 vstoupil Tomáš se svým vojskem do Malé Asie, kterou až na themata Opsikion a Armeniakon téměř celou dobyl. V prosinci se se svými 80 000 vojáky slovanského, germánského, íránského, arménského a arabského původu přeplavil do Thrákie a zahájil obléhání Konstantinopole. Došlo k několika bitvám. Na moři sice Tomáš dokázal zvítězit nad císařskou flotilou, ovšem jeho pozemní vojsko bylo na počátku roku 822 poraženo. Jeho loďstvo bylo následně zničeno řeckým ohněm.
Přestože Tomáš byl jednoznačně poražen, stále se nevzdával. Za této situace na něj zaútočil Michaelův spojenec, bulharský chán Omurtag, který zničil jeho vojsko v březnu 823 u Herakleie. Zbytek armády se vzdal Michaelovi. Tomáš uprchl s několika věrnými do Arkadiopole, kde ho Michael oblehl. Poté, co ve městě došly zásoby a Michael slíbil vzbouřencům milost, vydali Tomáše císaři. Císař nechal vůdce rebelů nejprve vodit pro městě, poté ho přinutil pokleknout před svým trůnem a šlápl mu na šíji. Po tomto ponižujícím aktu byl Tomáš krutě popraven. Kati mu usekli ruce i nohy a jeho trup narazil na kůl, kde vůdce rebelů pomalu vykrvácel. Jeho adoptivního syna, mnicha Anastasia, potkal tentýž osud.